# Ron Lord
Ron Lord (Nueva Gales del Sur, 25 de julio de 1929-8 de abril de 2024) fue un futbolista australiano que jugó en la posición de guardameta.

## Carrera

### Club
| Periodo   | Club             |
| --------- | ---------------- |
| 1949      | Drummoyne FC     |
| 1950-1957 | Auburn FC        |
| 1957-1965 | Sydney FC Prague |

### Selección nacional
Jugó para Australia en 10 ocasiones de 1951 a 1964 y participó en los Juegos Olímpicos de Melbourne 1956.

## Logros

### Club
- NSW State League (1): 1959
- Copa AMPOL (5): 1959, 1961, 1962, 1964, 1965

### Individual
- Miembro del Salón de la Fama del Fútbol Australiano en 1999.[2]